# Mariakirken (Oslo)
Mariakirken i Oslo (i middelalderen skrevet Mariu kirkiu, Marie kirke og Marikirke) var en kirke i middelalderens Norge, der var det kongelige kapel i Oslo.
Kirken havde sit eget domkapitel med provsten som formand, var uafhængig af biskoppen af Oslo, og var en stor godsejer og vigtig politisk institution eftersom Mariakirkens provst fra 1314 også var Norges riges kansler og storseglbevarer (opbevarer af rigsseglet).
Hele præsteskabet ved Mariakirken havde høj rang i det verdslige aristokrati fra 1300. Kirkens bygning blev revet ned i 1542 efter at have blevet stukket i brand af svenskerne under Den Svenske Befrielseskrig.
Domkapitlet ophørte 1545 efter Reformationen, da det blev lagt sammen med domkapitlet ved Domkirken. Mariakirken er i dag en ruin i Middelalderparken i Oslo.